# My Wonder Women
Pour plus de détails, voir Fiche technique et Distribution.
My Wonder Women ou Professeur Marston et la Wonder Woman au Québec (Professor Marston and the Wonder Women) est un film américain écrit et réalisé par Angela Robinson et sorti en 2017. Il s'agit d'un film biographique sur William Moulton Marston, qui a notamment créé le détecteur de mensonge, le test DISC et la super-héroïne Wonder Woman.
Le film est présenté en avant-première au festival international du film de Toronto 2017. Il reçoit des critiques globalement positives mais ne rencontre pas le succès commercial.

## Synopsis
En 1945, William Moulton Marston est auditionné par la Child Study Association of America. Sa création, le personnage de la super-héroïne Wonder Woman, est sujette à controverse en raison de son contenu sexuel implicite... En 1928, William Moulton Marston enseigne la psychologie au Radcliffe College et tente en parallèle de développer un détecteur de mensonge avec sa femme, Elizabeth Holloway Marston. William Moulton Marston rencontre Olive Byrne, une élève qui devient ensuite leur assistante. Il est très attiré par la jeune femme et souhaite « l'étudier » malgré la jalousie de sa femme. Celle-ci demeure par ailleurs très frustrée de ne pas être acceptée en tant que scientifique, en raison de son sexe. Olive devient rapidement l'amante de William et d'Elizabeth. Cela vient à se savoir et ils sont renvoyés de l'université.
C'est au début des années 1940 que William Moulton Marston s'inspire d'Elizabeth et d'Olive pour imaginer la super-héroïne Wonder Woman, apparue pour la première fois dans la revue All Star Comics,.

## Fiche technique
Sauf indication contraire, les informations mentionnées dans cette section peuvent être confirmées par la base de données cinématographiques IMDb,  présente dans la section « Liens externes ».
- Titre original : Professor Marston and the Wonder Women
- Titre français : My Wonder Women
- Titre québécois : Professeur Marston et la Wonder Woman[3]
- Réalisation et scénario : Angela Robinson
- Décors : Carl Sprague
- Costumes : Donna Maloney
- Photographie : Bryce Fortner
- Montage : Jeffrey M. Werner
- Musique : Tom Howe
- Production : Terry Leonard et Amy Redford ; Andrea Sperling (coproductrice) ; Clare Munn et Jill Soloway (déléguées)
- Sociétés de production : Stage 6 Films, Topple Pictures et Boxspring Entertainment
- Sociétés de distribution : Annapurna Pictures (États-Unis), Sony Pictures Entertainment
- Budget : n/a
- Pays d'origine :  États-Unis
- Langue originale : anglais
- Format : couleur
- Genre : drame biographique et historique
- Durée : 108 minutes
- Dates de sortie[4] :
  - Canada : 9 septembre 2017 (festival international du film de Toronto)
  - États-Unis : 27 octobre 2017
  - France : 18 avril 2018

## Distribution
- Luke Evans (VF : Franck Dacquin) : Dr. William Moulton Marston
- Rebecca Hall (VF : Valérie Muzzi) : Elizabeth Holloway Marston
- Bella Heathcote (VF : Audrey D'Hulstère) : Olive Byrne
- Monica Giordano : Mary
- Connie Britton (VF : Bernadette Mouzon) : Josette Frank (en)[5]
- Oliver Platt (VF : Michel Hinderyckx) : Max Gaines
- Chris Conroy (VF : Bruno Mullenaerts) : Brant Gregory
- Alexa Havins (VF : Delphine Chauvier) : Molly Stewart
- J. J. Feild (VF : Antoni Lo Presti) : Charles Guyette (en)

Direction artistique : Géraldine Frippiat
Adaptation : Sandrine Chevalier

## Production
Le projet est annoncé au New York Comic Con en octobre 2016.
Le tournage débute en octobre 2016. Il se déroule dans le Massachusetts, notamment à Lowell.

## Accueil

### Critiques
Le film reçoit des critiques plutôt positives. Sur l'agrégateur américain Rotten Tomatoes, il récolte 87% d'opinions favorables pour 181 critiques et une note moyenne de 7,30⁄10. Le consensus du site décrit le film comme « un lasso de vérité cinématographique autour d'un récit factuel fascinant avec de fortes performances de ses trois étoiles ». Sur Metacritic, il obtient une note moyenne de 68⁄100 pour 38 critiques.
En France, le film obtient une note moyenne de 2,6⁄5 sur le site AlloCiné, qui recense 19 titres de presse. Du côté des avis positifs, Christophe Foltzer du site Écran Large écrit notamment « My Wonder Women est une grosse surprise. Loin d'un biopic plat et sans saveur à la gloire de l'héroïne de comics, le film fait surtout l'apologie de l'amour libre, de l'acceptation de ses "perversions" comme acte de création et se dresse contre la morale liberticide. En résulte un métrage important, émouvant et tellement juste qu'il en devient une vraie nécessité à l'heure actuelle. Bravo, donc. » Pour Le Figaro « tout en clair-obscur, ce film délicat et troublant décrit la flamme de la passion qui dévore les esprits et les corps ». Thomas Sotinel du Monde écrit notamment « On devine bien l’envie d’attirer un public non averti vers les sexualités alternatives, à la manière de Marston glissant son discours féministe et érotique dans les cases de Wonder Woman. Mais on ne peut s’empêcher de penser que cette anomalie séduisante appelait un film hors normes. »
Du côté des avis négatifs, Cécile Mury de Télérama écrit quant à elle : « Cette histoire de triolisme est un mélange, sympathique mais confus, de plaidoyer féministe, d’apologie de l’amour libre et de bluette pataude. Dommage pour les comédiens, plutôt convaincants. » Dans Libération, Marius Chapuis écrit notamment « Étouffé par son académisme et son goût pour les lapalissades visuelles - un moment de colère et un orage rapplique aussitôt - My Wonder Women finit par être si peu sulfureux qu’il semble taillé pour une diffusion en avion. » Dans les Cahiers du cinéma, on peut notamment lire « Comment rendre ennuyeuse une vie aux enjeux passionnants ? C’est l’exploit que réussit Angela Robinson, lissant la moindre aspérité, enfermant tout ce qui pourrait troubler dans l’écrin académique d’un biopic aux tons crème. »

### Box-office
Le film connait une sortie limitée et ne rencontre ainsi pas le succès au box-office.
| Pays ou région    | Box-office    | Date d'arrêt du box-office | Nombre de semaines |
| ----------------- | ------------- | -------------------------- | ------------------ |
| États-Unis Canada | 1 584 759 $   | 20 novembre 2017           | 6                  |
| France            | 1 210 entrées |                            | -                  |
| Total mondial     | 1 899 615 $   | -                          | -                  |

## Distinctions
Le film n'obtient aucun prix mais récolte 8 nominations :
- Women Film Critics Circle Awards 2017 : meilleure égalité des sexes et meilleur couple à l'écran
- Saturn Awards 2018 : meilleur film indépendant
- EDA Awards 2018 : meilleure réalisatrice pour Angela Robinson
- GALECA: The Society of LGBTQ Entertainment Critics : film méconnu de l'année
- GLAAD Media Awards 2018 : meilleur film
- NAACP Image Awards 2018 : meilleur film indépendent
- Jerry Goldsmith Awards 2018 : meilleure musique de film pour Tom Howe

## Controverse
Il semblerait que le contenu du film, qui se veut être un biopic, soit sujet à discussion[pourquoi ?].
La petite fille de Marston interviewée dans le Forbes explique qu'elle doute sérieusement du triangle amoureux entre ses parents et Olive.
De même la création de Wonder Woman serait totalement inventée.